# Tobias Wikström
Tobias Wikström, född 5 juni 1966 i Stockholm, är en svensk journalist som sedan 2002 är ledarskribent på Dagens Industri.
Wikström läste på Journalisthögskolan i Stockholm i mitten av 1990-talet och började 1996 som reporter på Dagens industri. Under 2000 arbetade Wikström på Veckans Affärer.
Wikström har tilldelats priset Årets skattejournalist av Näringslivets skattedelegation.
Tobias Wikström var ordförande i RFSL 1991-1995. Tobias Wikström är son till Jan-Erik Wikström och Grethel Goel.

### Fotnoter
1. ↑  van den Brink, Rolf (13 november 2000). ”Weje Sandén återvänder till Veckans Affärer”. Dagens Media. https://www.dagensmedia.se/nyheter/weje-sanden-atervander-till-veckans-affarer-6232229. Läst 17 september 2015.
2. ↑  ”Näringslivets skattedelegations mediapris till Tobias Wikström”. Näringslivets skattedelegation. 10 december 2013. http://www.naringslivetsskattedelegation.se/?p=194. Läst 17 september 2015.